# Ewood Park
Ewood Park est un stade de football localisé à Blackburn. C'est l'enceinte du club des Blackburn Rovers.

## Histoire
Le football était disputé sur le site (à l'époque appelé Ewood Bridge) au début des années 1880, où les Blackburn Rovers y ont joué quatre matchs. Ils jouent leur premier match contre Sheffield Wednesday le 9 avril 1881.
Ewood Park est officiellement construit en 1882, mais les Blackburn Rovers n'y joueront que huit ans plus tard. En 1890, il déménage de Leamington Road.
Ce stade de 31 367 places est inauguré le 13 septembre 1890 lors d'un match de championnat Blackburn Rovers-Accrington FC. Le record d'affluence est de 61 783 spectateurs le 2 mars 1929 pour un match de FA Challenge Cup entre les Blackburn Rovers et Bolton Wanderers. Le terrain se voit équipé d'un système d'éclairage pour les matchs en nocturne en novembre 1958.
Lorsque Jack Walker (en) reprend le club au début des années 1990, le stade fait l'objet d'une rénovation.
Ce stade accueille la finale de l'Euro féminin 2005.